# Ganeshpur
Ganeshpur es una ciudad censal situada en el distrito de Bhandara en el estado de Maharashtra (India). Su población es de 9192 habitantes (2011). Se encuentra a orillas del río Wainganga.

## Demografía
Según el censo de 2011 la población de Ganeshpur era de 9192 habitantes, de los cuales 4688 eran hombres y 4504 eran mujeres. Ganeshpur tiene una tasa media de alfabetización del 92,61%, superior a la media estatal del 82,34%: la alfabetización masculina es del 95,22%, y la alfabetización femenina del 89,90%.